# RTL+ (Magyarország, 2022)
Az RTL+ az RTL Magyarország streaming platformja, amely 2009. szeptember 28-án kezdte meg működését RTL Most néven az RTL videótáraként. Vetélytársa a TV2 Play, a TV2 Csoport streaming platformja.

## Története
2012. október 1-jén az RTL II műsoraival bővült a kínálat, a csatorna indulása után fél évig fizetősen lehetett elérni a tartalmakat.
2017. július 3-tól az RTL Gold műsorait is el lehet itt érni.
2018. február 1-jén az oldal és az applikáció megújult, innentől fokozatosan vette fel streaming platform jellegét az RTL Most. A Cool műsorai mellett elindultak időszakos pop-up csatornák (pl. Film+).
2018 augusztusában az RTL elindította első digitális csatornáit a platformon: a Szeress Most!-ot és a Nevess Most!-ot.
2019 októberében elindult az RTL Most+, a szolgáltatás prémium változata. A prémium platform tartalmait az arra szerződött szolgáltatók jogosult előfizetői érhetik el a szolgáltató által küldött kód megadása után.
2022. november 16-án a platformot – a német TVNOW platform névváltását követve – hazánkban is átnevezték RTL+-ra, a korábbi RTL Most – RTL+ Light név alatt – és RTL Most+ – RTL+ Active név alatt – az új szolgáltatásba integrálódtak, emellett fizetős (SVOD) változata is elindult. Az ugyanezen nevű tévécsatorna 2022 októberében az RTL Három nevet vette fel.

## Az RTL+ főbb jellemzői
2018 óta a regisztrált felhasználóknak lehetőségük van kiválasztani kedvenc műsoraikat, műsorvezetőiket, műsortípusaikat. Az oldal a megadott információk alapján egy személyes ajánlót állít össze a felhasználónak. Az oldalon műsortípusok és csatornák szerint kategorizálva is el lehet érni a műsorokat. Az időszakos pop-up-tartalmak között lehet találni filmeket, filmsorozatokat, hazai gyártású műsorokat is. 2018 óta már nem csak az RTL-es műsorok, sorozatok kerülnek fel a platformra, de jelenleg megtalálhatjuk a Comedy Central, a Viasat 3, a Nickelodeon és a Spektrum Home egyes műsorait, sorozatait is. Korábban lehetőség volt a RTL Csoport csatornáinak élő adásait is megtekinteni, ez azonban a 2022. november 16-án megtörtént névváltása miatt megszűnt.

## Elérhetőség

### Előfizetési csomagok
A két előfizetéses RTL+ Premium csomag mellett egy ingyenes és egy telekommunikációs szolgáltatóktól származó aktiválókódos csomag közül lehet választani.
| Jellemzők                   | RTL+ Light                                            | RTL+ Active                                           | RTL+ Premium reklámokkal                                                                              | RTL+ Premium                                                                                          |
| --------------------------- | ----------------------------------------------------- | ----------------------------------------------------- | --- | --- |
| Elérhetőség                 | Ingyenes fiók regisztrációval                         | TV-szolgáltatótól igényelt aktiváló kóddal            | Előfizetéssel                                                                                         | Előfizetéssel                                                                                         |
| Tartalmi kínálat            | Az epizódok max.14 napig elérhetőek                   | Az aktuális évad összes epizódja elérhető             | - Hozzáférés az összes elérhető évadhoz - Exkluzív, hazai gyártású premierek - Speciális élő streamek | - Hozzáférés az összes elérhető évadhoz - Exkluzív, hazai gyártású premierek - Speciális élő streamek |
| Párhuzamos streamek száma   | 1                                                     | 1                                                     | 2 | 3 |
| Videóminőség                | SD                                                    | Full HD                                               | Full HD                                                                                               | Full HD                                                                                               |
| TV készüléken is elérhető   | One TV, Yettel TV, Telekom TV médiabox alkalmazással. | One TV, Yettel TV, Telekom TV médiabox alkalmazással. | One TV, Yettel TV, Telekom TV médiabox alkalmazással.                                                 | One TV, Yettel TV, Telekom TV médiabox alkalmazással.                                                 |
| Chromecast-kompatibilitás   | Igen                                                  | Igen                                                  | Igen                                                                                                  | Igen                                                                                                  |
| Android TV 10+              | Igen                                                  | Igen                                                  | Igen                                                                                                  | Igen                                                                                                  |
| Gyereksarok funkció         | Nem                                                   | Igen                                                  | Igen                                                                                                  | Igen                                                                                                  |
| LG webOS 4.0+               | Nem                                                   | Nem                                                   | Igen                                                                                                  | Igen                                                                                                  |
| Sony PlayStation 4 Médiabox | Nem                                                   | Nem                                                   | Igen                                                                                                  | Igen                                                                                                  |
| Samsung Tizen 4.0+          | Nem                                                   | Nem                                                   | Igen                                                                                                  | Igen                                                                                                  |
| Letöltés funkció            | Nem                                                   | Nem                                                   | Nem                                                                                                   | Igen                                                                                                  |
| Reklámmentesség             | Nem                                                   | Nem                                                   | Nem                                                                                                   | Igen                                                                                                  |

#### RTL+ Active
Az RTL+ Active használói az RTL+ felületen lakattal jelölt, plusz előfizetés nélkül nem megtekinthető tartalmakat is elérik és visszanézhetik. Az RTL+ Active aktiválásához a telekommunikációs szolgáltatóknál lehet kódot igényelni (egyes szolgáltatók ezt automatikusan kiküldik előfizetőik e-mail címére). Regisztrált felhasználók a kód megadásával válnak jogosulttá a prémium tartalmak elérésére.
| Szolgáltató:   | Tulajdonos:              | Társaság:                | Platform:  | Csomag:                                            |
| -------------- | ------------------------ | ------------------------ | ---------- | -------------------------------------------------- |
| Yettel         | Yettel Magyarország Zrt. | Yettel Magyarország Zrt. | Yettel TV  | TV Plus Pro, TV Max, TV Max Pro                    |
| Telekom        | Magyar Telekom Nyrt.     | Magyar Telekom Nyrt.     | Telekom TV | Telekom TV M, Telekom TV L, Telekom TV L + HBO Max |
| Tarr Kft.      | CATV-TARR Kft.           | 4iG Nyrt.                | Televízió  | Alap- és családi csomag                            |
| Pick-Up Kft.   | Antenna Hungária Zrt.    | 4iG Nyrt.                | Televízió  | Alap- és családi csomag                            |
| PR-Telecom     | Antenna Hungária Zrt.    | 4iG Nyrt.                | Televízió  | Alap- és családi csomag                            |
| Sághy-Sat Kft. | Antenna Hungária Zrt.    | 4iG Nyrt.                | Televízió  | Alap- és családi csomag                            |
| Kapos-NET      | Antenna Hungária Zrt.    | 4iG Nyrt.                | Televízió  | Alap- és családi csomag                            |
| Direct One     | M7 Group S.A             | 4iG Nyrt.                | Televízió  | Plus Now, Plus                                     |

#### RTL+ Premium
| Szolgáltató: | Tulajdonos:           | Társaság: | Platform: | Csomag:                                                 |
| ------------ | --------------------- | --------- | --------- | ------------------------------------------------------- |
| One          | One Magyarország Zrt. | 4iG Nyrt. | One TV    | TV Family, TV Family + Filmbox Pro, TV Family + HBO Pak |

## Saját gyártású műsorai
Az RTL+ ellentétben más streaming szolgáltatókkal saját gyártású hazai műsorokat, köztük sorozatokat és reality-ket készít. Gyakran az RTL is RTL+ premierrel adja le a műsorait.

## Műsorvezetők
| Műsorvezető      | Műsor                    |
| ---------------- | ------------------------ |
| Alföldi Róbert   | Főszerepben              |
| Barabás Éva      | Portré                   |
| Cseke Eszter     | On the Spot              |
| Fördős Zé        | Ingatlanvadászok         |
| Harcsa Norbert   | Pusztakezes Viadal       |
| Kabát Péter      | Nyerő Páros              |
| Köllő Babett     | Határtalan szerelem      |
| Megyeri Csilla   | Való Világ               |
| Miller Dávid     | Éden Hotel               |
| Nádai Anikó      | Házasodna a gazda        |
| Nagy Viktor      | Pusztakezes Viadal       |
| Puskás Peti      | Való Világ               |
| S. Takács András | On the Spot              |
| Sebestyén Balázs | Nyerő Páros, Gyertek át! |